# Calyptommatus confusionibus
Calyptommatus confusionibus är en ödleart som beskrevs av  William Antônio Rodrigues ZAHER och CURCIO 200. Calyptommatus confusionibus ingår i släktet Calyptommatus och familjen Gymnophthalmidae. IUCN kategoriserar arten globalt som starkt hotad. Inga underarter finns listade.